# شمالگان نروژ

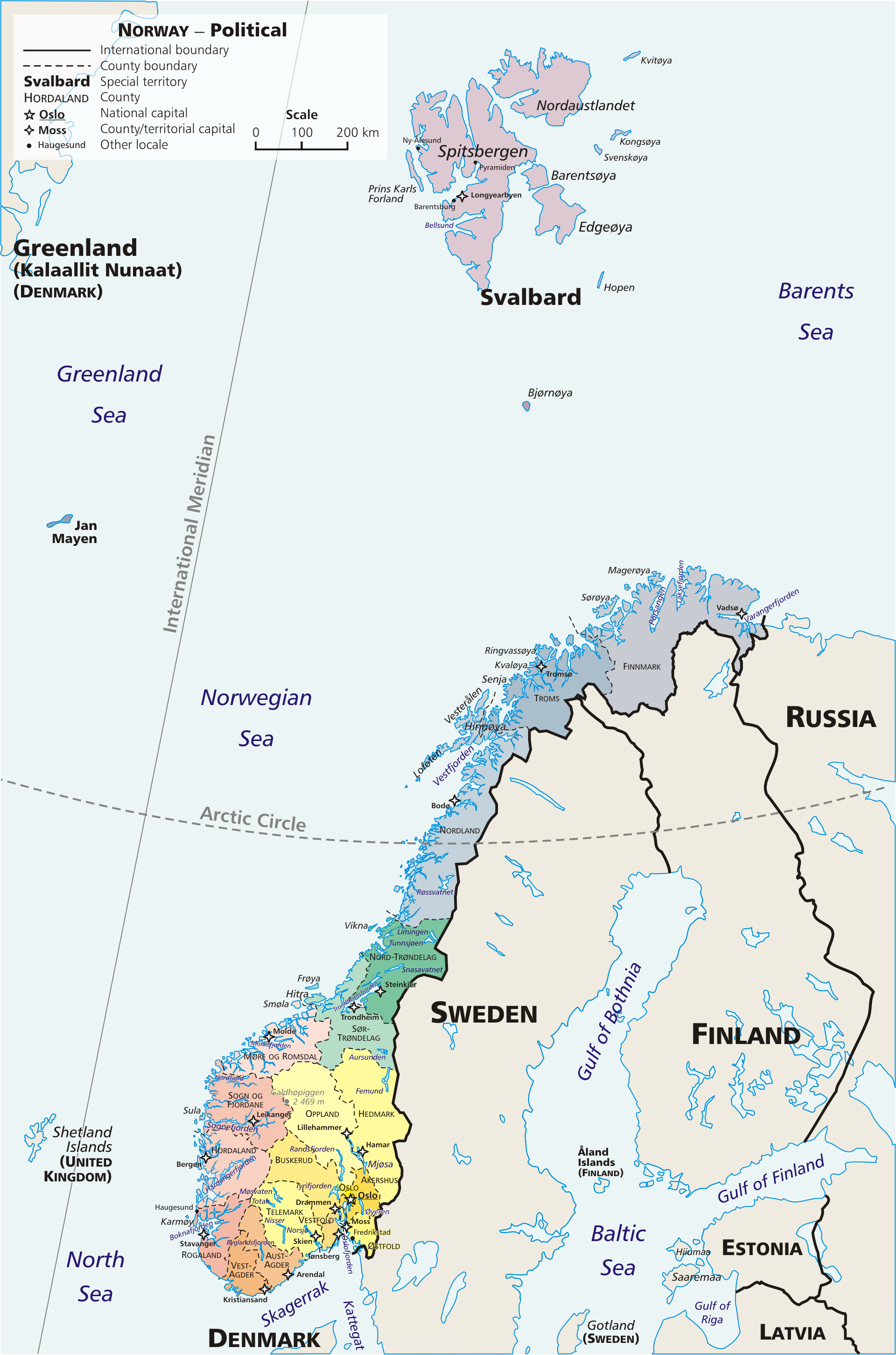
شمالگان نروژ شامل سرزمین اصلی نروژ در بالای مدار شمالگان، مجمع‌الجزایر سوالبار، جزیره خرس و یان ماین است.

شمالگان نروژ (نروژی: Det arktiske Norge) شمالی‌ترین نقاط نروژ واقع در بالای مدار شمالگان را در بر می‌گیرد. نروژ یکی از کشیده‌ترین کشورهای جهان است که از حدود مدار ۵۸ درجه شمالی تا ۸۱ درجه کشیده شده و بنابراین بخش‌های زیادی از آن در بالای مدار شمالگان در عرض جغرافیایی ′۳۳°۶۶ قرار گرفته‌است.

## جغرافیا
شمالگان نروژ شامل چهار بخش جغرافیایی جداگانه است:
- سرزمین اصلی نروژ از ′۳۳°۶۶ تا '۱۱°۷۱ شمالی
- سوالبار از '۲۸°۷۶ تا '۴۹°۸۰ شمالی
- جزیره خرس در مختصات ′۳۱°۷۴ شمالی و ′۰۱°۱۹ شرقی
- یان ماین در مختصات ′۵۹°۷۰ شمالی و ′۳۲°۰۸ شرقی